# Górawino
Górawino (do 1945 niem. Gerfin) – wieś w Polsce położona w województwie zachodniopomorskim, w powiecie koszalińskim, w gminie Bobolice.
Przez miejscowość przebiega droga wojewódzka nr 168. We wsi był przystanek kolejowy Górawino
Ok. 1,6 km na północny zachód znajdują się Krzewiny – krańcowe wzniesienia Pojezierza Drawskiego.